# Абдулла-хан II
Абдулла-хан II, Абдаллах-хан II, Абдуллах II (узб. Abdulla II, 1534 — 8 февраля 1598) — узбекский хан из династии Шейбанидов

## Биография
Абдулла-хан родился в 1533 или 1534 году в городке Афаринкент (современная Самаркандская область Узбекистана) в семье шибанида Искандера, сына Джанибека, сына Ходжи Мухаммеда, сына Абулхайир-хана.

## Восхождение на престол
После смерти шейбанида Абдулазиз-хана развернулась борьба за престолонаследие. Правивший в Самарканде Абдулатиф-хан посадил на правление в Бухару двух внуков Шейбани-хана Яр-Мухаммад-султана и Бурхан-султана.
Однако после смерти Абдулатиф-хана в 1551 году, правивший Ташкентом Барак-хан занял Самарканд и утвердился в нём под именем Науруз Ахмед-хана. Он был объявлен верховным ханом узбеков. Представитель боковой линии Шайбанидов Абдулла-султан, бывший в то время правителем Кермина, повёл с ним борьбу. Ему помогал его дядя правитель Балха Пирмухаммед-хан. В 1556 году Науруз Ахмад умер. После этого верховным правителем был провозглашён Пирмухаммед-хан.

## Борьба за объединение государства
В 1557 году Абдулла-султан при помощи суфийских шейхов захватил Бухару и стал её правителем. В 1561 году он достаточно осмелел, чтобы провозгласить верховным ханом всех узбеков своего отца Искандера, правившего до этого Кермином и Мианкалем. Отец Абдуллы был заурядным и невоинственным человеком, больше занятым религиозными обрядами, поэтому ведение государственных дел он перепоручил своему сыну Абдулла-султану.
Абдулла поставил себе целью объединить все четыре удела шейбанидов: Бухару, Самарканд, Ташкент и Балх в одно единое государство. Для этого потребовались многие годы. Лишь к 1582 году ему удалось воссоздать единое государство Шейбанидов.
Ему пришлось вести длительную войну с Ташкентским владением — сыновьями Науруз Ахмада — Баба-султаном и Дервиш-беком, не раз терпел в ней неудачи, но в конце концов одержал верх. Далее он подчинил Фергану, а в 1573 году после длительной осады взял Балх.
В 1574 году к его владениям были присоединены Шахрисабз, Карши и Хисар. В 1576 году он отбил у врагов Самарканд и взял Ташкент.

## Денежная реформа Абдулла-хана
Абдулла-хан II, в несколько этапов, провёл денежную реформу. Для возмещения нехватки серебра-металла и серебряных монет он ещё при отце организовал регулярный выпуск золотых монет и контролировал их чекан в Бухаре, уделяя особое внимание сохранению высокой пробы. Реформа Абдулла-хана прежде всего была направлена на изменение курса серебряных монет в соответствии с подорожанием серебра.
В пору, когда формальным главой династии был ещё Искандар-хан (1560—1583), чекан серебряных монет оставался децентрализованным. Тем не менее, с именем Искандара связываются серебряные танга, выпущенные в Бухаре, Самарканде, Балхе, Ташкенте, Андижане, Ахси и Яссе (Туркестан).
В 1583 году Абдулла-хан провёл ещё одну часть денежной реформы: он в значительной мере централизировал в Бухаре, своей столице, чекан серебряных танга. Для каждодневной городской торговли товарами широкого спроса Абдулла-хан наладил чекан медных монет нескольких достоинств.
Денежная реформа Абдулла-хана II была успешной, она ликвидировала кризис денежного обращения, приостановила массовую утечку за пределы государства. Реформа эта была частью внутренней политики Абдулла-хана II, преследовавшей цель создания самых благоприятных условий для всех типов торговли: транзитной, междугородной, внутригородской.

## Расширение границ государства
Летом 1581 г. Абдулла-хану удалось изгнать своего родственника Баба-султана из Ташкента и захватить его крепости Шахрухия, Сайрам и Ахангеран. Однако, спасшись, тот подчинил себе города в среднем и нижнем течении Сырдарьи — Ясы, Сауран, Аркук и Сузак. В 1582 году Абдулла-хан одновременно с Шигаем и Тауекелем выступил в поход против Баба-султана. Были осаждены все занятые им города. В битве около г. Ясы Тауекель разбил войска Баба-султана и убил его самого, после чего важные туркестанские города Сауран, Ясы, Отрар и Сайрам отошли к Абдулла-хану. В 1583 году его сын Абд ал-Мумин захватил и разграбил Мешхед. В том же 1583 году, после смерти отца, Абдулла был объявлен ханом всех узбеков а его государство называлось Бухарским ханством.
Объединение Шейбанидского государства открыло новые возможности для расширения его территориальных границ. В 1584 году Абдулла-хан овладел Бадахшаном, а в 1588 году Хорасаном.

«…Он подчинил своей власти всю территорию Мавераннахра, Туркестана, Кашгара, Дешт-и Кипчака, Хорезма, Балха и Бадахшана. (Затем) вознамерился освободить Хорасан (из-под власти кызылбашей). И эту область он отнял у шаха Аббаса, сына шаха Тахмаспа, до самого Ер-купрюка, который был крайним пунктом Хорасана..» — 
В 1572 и 1574 гг. сибирский шибанид хан Кучум дважды обращался к бухарскому хану Абдаллаху II для организации приезда мусульманских проповедников в Сибирь. Кучум стремился как получить наставников в вере, и создать государственную идеологию Сибирского ханства на основе единства веры.
В поздний период своего правления Абдулла вёл войны за овладение Хорезмом. В 1593—1594 годах страна была окончательно покорена, войска Абдуллы без боя вступили в Хиву.
В вассальной службе у Абдулла-хана находились некоторые казахские султаны: Шигай-хан и его сын Тауекель.
Вскоре испортились отношения с казахскими ханами, которые, узнав о восстании Абдулмумина против Абдулла-хана, в 1598 году совершили поход на Ташкент. Абдулла-хан, вынужденный вести военные действия с собственным сыном Абдулмумином, подготовил новое войско, однако скончался ещё до столкновения с казахскими чингизидами.

## Внешняя политика
При правлении Абдулла-хана  II Бухарское ханство поддерживало тесные дипломатические отношения с бабуридами в Индии, Османской империей и Россией. В письме от 1577 года бабурид Акбар информировал Абдулла-хан узбека, о своём намерении выгнать португальцев из Индии.
В 1575 году османский султан Мурад III отправил Абдулла-хану ружья и пушки в помощь в борьбе с шиитским Ираном.
Оживившиеся при посредничестве А.Дженкинсона русско-бухарские связи осложнились в начале 80-х годов XVI века в связи с поддержкой Абдуллой-ханом своего родственника шибанида — сибирского хана Кучума.
Опираясь на поддержку своего родственника — шибанида, бухарского хана Абдулла-хана II, Кучум вёл длительную (в 1555 году борьба уже велась) и упорную борьбу с сибирским ханом Едигером используя войско, состоящее из узбекских, ногайских, казахских отрядов. Решительную победу он одержал в 1563 году.
В 1589 г. Абдулла-хан послал посольство к российскому царю Федору Ивановичу. В 1596 году было отправлено новое посольство в Москву.
В 1595 году Абдулла-хан II стремился укрепить связи с ногайцами. Ногайцам была обещана крепость в Сарайчике на реке Урал. В феврале 1595 года посланник казахского хана Тауекель-хана предупредил московские власти, что Абдулла-хана II намеревался использовать эту крепость в качестве базы для нападения на Астрахань.
В августе 1595 года Тауекель-хан отправил своего сына Мурада в Москву к царю Федору в качестве заложника, чтобы получить оружие для использования против Абдуллы хана II и Кучума.
В 1595 году царь Федор написал Тауекель-хану, чтобы он заставил подчиниться Москве Абдулла-хана II и Кучума. Предполагалось, что хорошо оснащенная армия будет отправлена в Самару, и Тауекель-хан поведет эту армию против Бухары и Кучума.

## Родо-племенной состав войск
Войско Абдулла-хана состояло из отрядов воинов, представлявших различные узбекские племена: биш-юз, ширин, утарчи, джалаир, кераит, катаган, тан-йарук, алчин, хитай, бахрин, найман, мангыт, кушчи, аргун, минг, карлук, кунграт, тубаи и др.

## Политика в области культуры
Абдулла-хан был не только талантливым воином, но и выдающимся государственным деятелем. Он заботился об укреплении широких торговых связей Бухары (особенно с Россией и Индией), уделял большое внимание строительству монументальных зданий — медресе и ханака, торговых рядов и караван-сараев, сардобов-водохранилищ и мостов.
Абдулла-хан также был покровителем просвещения и меценатом, окружил себя учёными, писателями и летописцами. Придворные поэты и историки восхваляли его. Среди поэтов первое место принадлежало Мушфики — автору хвалебных од, лирических стихотворений и эпиграмм, он был также способным дипломатом. По поручению Абдулла-хана Мушфики составлял высокопарные надписи для сооружений. Придворный историк Хафиз Таныш составил богатую фактами хронику «Абдулла-наме». Литература продолжала развиваться на персидском, тюркском и частью на арабском языках. По наблюдению академика В. В. Бартольда «историческая литература при узбеках по качеству и количеству стояла даже выше, чем в прежние века».
Известным выходцем из узбекского племени катаганов был историк XVI века Мухаммед Яр ибн Араб Катаган, написавший произведение «Мусаххир ал-билад» («Покорение стран»). В произведении повествуется история Шейбанидов включая эпоху Абдулла-хана.
Бухара достигла своего расцвета при правлении Абдулла-хана II (1557—1598). Город не выходил за пределы своей крепостной стены, построенной в XVI веке, и при этом вмещал в себя более 200 медресе и множество базаров.
Абдаллах-хан II с 1582 года с перерывами владел Туркестаном до 1598 г. По его приказу было окончено строительство портальной части мечети-мавзолея Ходжи Ахмеда Ясави, оставшейся незавершённой после смерти Тимура. Кроме того, произведён частичный ремонт памятника (укреплено основание, реконструирована ниша у северного минарета, переделаны перекрытия и т. д.)
Абдаллах-хан построил много зданий, в том числе баню-хаммам, отапливаемую дымоходом, которая сохранилась до сих пор.

## Абдулла-хан и восприятие личности Амира Тимура
Хотя Абдулла-хан принадлежал к другой династии, личность Тимура воспринималась им как великий государь в истории Турана и он старался ему подражать. Летописец Абдулла-хана Хафиз Таныш Бухари писал о походе 1582 года: «Повелитель ['Абдаллах-хан], величественный, как небо, поднялся на вершину той горы (горы, где был Тимур в 1391 году) и окинул взором бескрайний простор, длину и ширину которого знает [только] господь. [Хан] стоял [здесь] в тот день до полуденного намаза и направил свои помыслы на то, чтобы воины собрали много камней и построили в этой высокой величественной местности высокую мечеть, чтобы на страницах времени запечатлелась память о высоких деяниях и славных делах того могущественного падишаха, подобно тому, как государь, чьё место в раю, полюс мира и веры Эмир Тимур-курэкан, милость и благословение над ним, во время похода против Тохтамыша-хана дошёл до Улуг-Тага, в течение одного дня на вершине его поднимал знамя стоянки и приказал славному войску собрать много камней с окраин и воздвигнуть сооружение, напоминающее минарет. Каменотёсы начертали [на нём] дату пребывания его величества в этой местности…»

## Постройки эпохи Абдулла-хана
В период правления Абдулла-хана II (1557—1598) в Бухаре был возведён архитектурный ансамбль Кош-Медресе из двух противостоящих медресе. Первое — медресе Модари-хан построено около 1567 г. в честь матери Абдулла-хана, второе носит имя самого Абдулла-хана и было построено в 1588—1590 гг. По его приказу также было построено медресе Шох Ахсавий.
По приказу и на средства Абдулла-хана в Бухаре были построены сеть крытых рынков: Тим Абдулла-хан,Токи Саррофон,Токи Заргарон.

## Творчество Абдулла-хана
Абдулла хан II сам писал стихи и оставил своё наследие под псевдонимом «‘Аваз Гази».

## Смерть
Абдулла-хан II умер 8 февраля 1598 года и после его смерти Абдуллы престол перешёл его сыну Абд ал-Мумину. Абд аль-Мумин был вынужден отправиться в Сырдарью, чтобы разобраться со своим троюродным братом, Хазара Султаном, сыном Узбека Султана, который восстал и провозгласил себя ханом. Абд аль-Мумин сначала двинулся на восток к Шахрухии и Ахсикету, а затем на север к Ташкенту. Смерть Абдулла-хана II послужила сигналом к восстановлению независимости Хорезма.
Абдулла-хан был похоронен у мавзолея Бахауддина Накшбанда близ Бухары.

## Память
Ахмад Дониш предложил периодизировать историю Средней Азии на основе принципа правления наиболее выдающихся правителей, так называемых обновителей столетия в число которых он включил Абдулла-хана II. Он подчёркивал, что в одно время с этими обновителями были наиболее знающие учёные, выдвинувшиеся в государствах Мавераннахра".

## Галерея
- Медресе Кукельдаш
- Медресе Кукельдаш, внутренний двор
- Медресе Абдулла-хана